# Papaïne
La papaïne est une protéase à cystéine qui catalyse le clivage des liaisons peptidiques avec une spécificité assez faible, mais toutefois une préférence pour l'hydrolyse des sites ayant un résidu d'acide aminé portant une grande chaîne latérale hydrophobe en position P2 et pas de résidu de valine en position P1’. On trouve cette enzyme dans le latex de la papaye (Carica papaya). Elle est l'exemple-type de la famille des papaïnes dite famille C1, dont d'autres enzymes se retrouvent dans l'ananas  et de très nombreux végétaux.
Elle clive les liaisons peptidiques à l'aide d'une triade catalytique faisant intervenir un résidu de cystéine déprotoné. L'Asn-175 contribue à orienter le cycle imidazole du résidu d'His-159 afin de lui permettre de déprotoner le résidu de Cys-25 assurant la catalyse de la réaction. La Cys-25 réalise une substitution nucléophile sur l'atome de carbone du groupe carbonyle de la liaison peptidique. Ceci a pour effet de libérer l'amine engagée dans cette liaison peptidique et de conduire à la formation d'un intermédiaire réactionnel acyle-enzyme. Cet intermédiaire est ensuite hydrolysé, ce qui libère le carboxyle de la liaison peptidique clivée.
En immunologie, la papaïne est réputée cliver le fragment Fc cristallisable des immunoglobulines du fragment Fab se liant à l'antigène.

## Utilisation
La papaïne est utilisée depuis des milliers d'années en Amérique du Sud d'où elle est originaire pour attendrir la viande.
En cosmétique, elle agit comme une gomme douce et naturelle, aux propriétés assouplissantes et lissantes. Elle permet de détruire les cellules mortes de la peau sans affecter les cellules saines. 
La papaïne est également vendue comme complément alimentaire pour remédier aux brûlures d'estomac. La pâte de papaïne est utilisée pour traiter les verrues et les cors ainsi que les brûlures de méduses ou de raies car elle dégrade les toxines contenues dans leur venin.
La papaïne est utilisée au laboratoire, en immuno-hématologie, pour la recherche d'anticorps irréguliers.
La papaïne est également utilisée par l'industrie agro-alimentaire pour augmenter la tendreté de la viande.
On s'en sert également lors des montages ostéologiques pour purifier les os de toute trace de muscle ou de tendon.